# Vahan (Armenia)
Vahan (in armeno Վահան?) è un comune dell'Armenia di 1 238 abitanti (2009) della provincia di Gegharkunik.
Quando la città venne fondata nel 1925, le fu dato il nome del politico sovietico Sergo Ordzhonikidze.